# Ondřej Karafiát
Ondřej Karafiát (* 1. prosince 1994 Praha) je český profesionální fotbalista, který hraje na pozici středního obránce za německý klub 1. FC Norimberk. Je také bývalým českým mládežnickým reprezentantem.

## Klubová kariéra
Ondřej Karafiát začínal s fotbalem v pražské Spartě, kde byl v lednu 2014 do přípravy A-týmu. Do užšího výběru se však ve Spartě nedostal. A tak v létě 2014 odešel na hostování do Viktorie Žižkov, odkud se o rok později přesunul do klubu SK Dynamo České Budějovice. V obou druholigových celcích se objevoval pravidelně v základní sestavě. Po skončení hostování v Budějovicích se však do Sparty nevrátil, neboť ho odkoupil FC Slovan Liberec. V Liberci se zanedlouho stal klíčovým článkem defenzivy. Dne 5.8.2017 vstřelil proti Sigmě Olomouc svůj první gól v české nejvyšší soutěži. 17. července roku 2020 byl oznámeno, že Karafiát podepsal smlouvu ve Slavii po ukončení jeho smlouvy v Liberci.

## Reprezentační kariéra
Karafiát nastupoval za české mládežnické reprezentace U16, U17, U18 a U19.
V dubnu 2015 odehrál jeden zápas také v české mládežnické reprezentaci do 20 let.
Dne 6. září 2020 dostal svoji první pozvánku do českého národního týmu na zápas Ligy národů proti Skotsku. K tomu mu napomohla i nucená karanténa prvního týmu, který odehrál zápas se Slovenskem.

## Osobní život
Jeho oblíbeným klubem je anglický Manchester United FC. Ve svých 11 letech vyhrál celosvětové finále dovednostních soutěží, cenu přebíral na domácím stadionu Manchesteru United – Old Trafford.